# Samadhiraja
Samadhiraja Sutra (pełna nazwa: skt. Sarvadharmasvabhava Samatavipancita Samadhiraja Sutra, pol. Sutra Królewskiego Samadhi) – sutra buddyzmu mahayany, znana także jako Chandrapradeepa Samadhi Sutra. Została przetłumaczona na język chiński w roku 450. 
W sutrze tej głównymi rozmówcami są Budda i Chandraprabha przebywający na wzgórzu Gridhkuta. Zasadniczym tematem sutry są różne rodzaje samadhi (medytacyjnego wchłonięcia) wyłaniającego się z doświadczenia równości, pustki i oświeconej postawy. 